# De mulieribus claris
De mulieribus claris (lateinisch, übersetzt „Von berühmten Frauen“) ist ein Buch des italienischen Dichters Giovanni Boccaccio, das ab etwa 1361 entstand, bis zu seinem Tod 1375 von ihm offenbar mehrfach überarbeitet und erweitert und 1374 zum ersten Mal veröffentlicht wurde. Es erzählt in 106 kurzen Biografien von berühmten Frauen der Geschichte in lateinischer Sprache. In deutscher Erstausgabe erschien es in einer Übersetzung von Heinrich Steinhöwel 1473/74 unter dem Titel Von den synnrychen erluchten wyben. Es war zugleich die erste illustrierte Ausgabe eines Boccaccio-Textes.

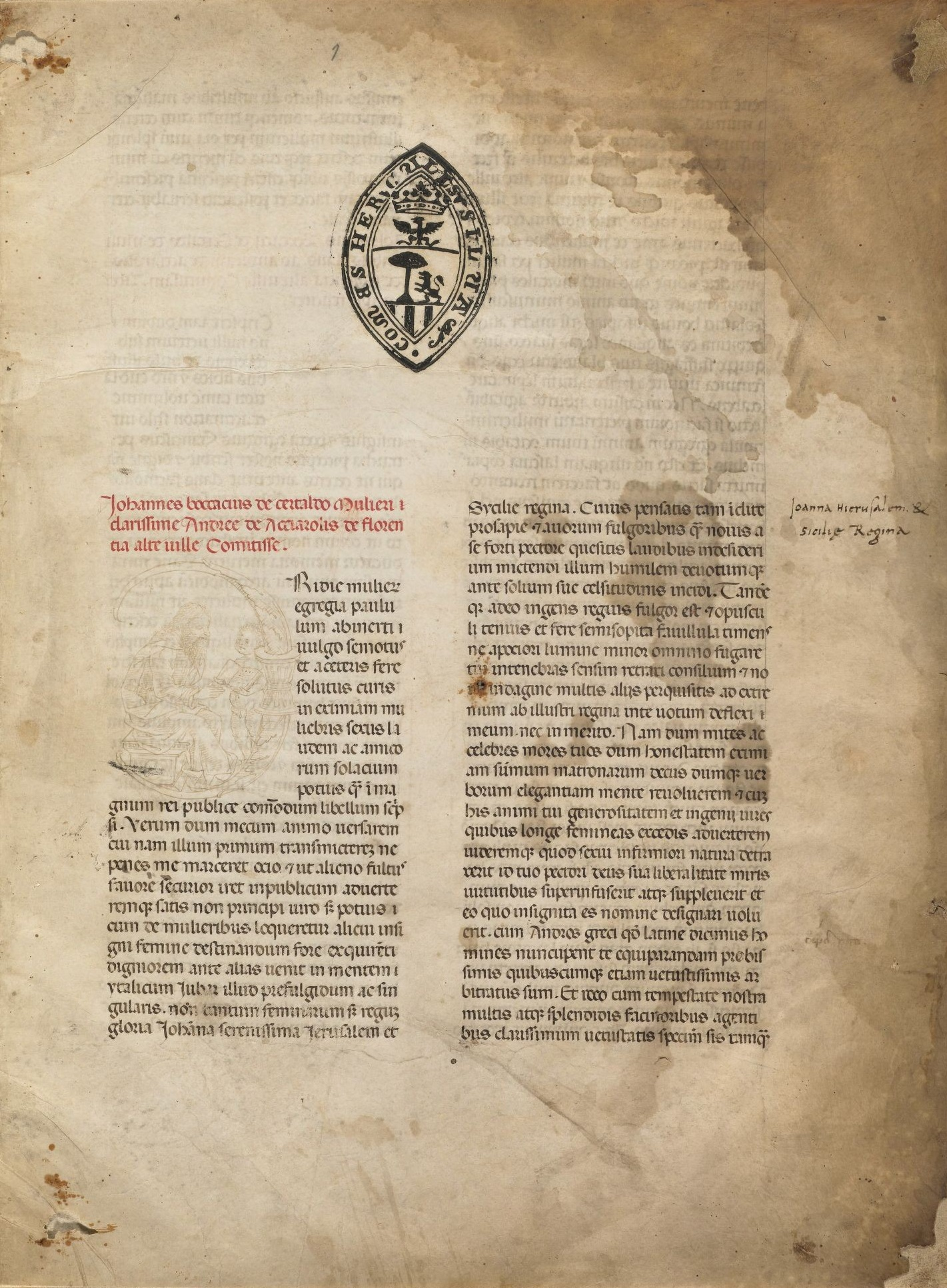
Unvollständig illustrierte Handschrift des Buches (um 1425) in der Houghton Library, Harvard University

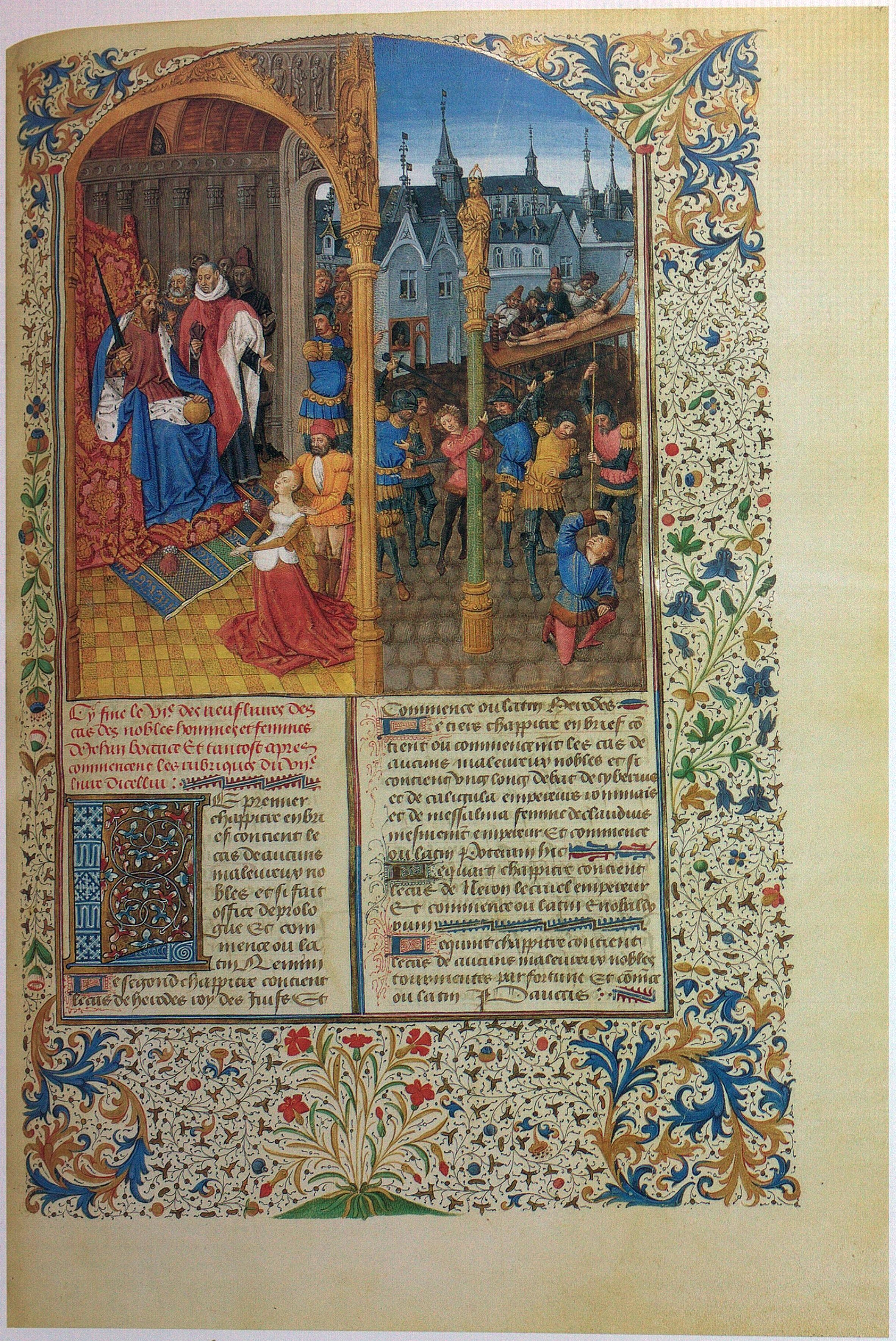
Seite einer Handschrift einer anonymen französischen Übersetzung von De mulieribus claris (1401). Die Buchmalerei (von Colin d’Amiens?) zeigt (links) König Herodes mit seiner Frau Mariamne I. vor deren Hinrichtung. Genf, Bibliothèque Publique et Universitaire, Ms. 191, fol. 221r (um 1465/1470)

Weitere Übersetzungen ins Deutsche wurden 1479 in Augsburg und 1488 in Straßburg herausgegeben, eine französische Übersetzung 1493 in Paris, eine spanische 1494 in Saragossa. Eine Übersetzung des lateinischen Textes ins Italienische wurde noch vor 1397 von Donato Albanzani, vermutlich für Niccolò d’Este, vorgenommen. Eine erste Übersetzung ins Englische findet sich in den Canterbury Tales, wo die Biographie der Zenobia Teil der Erzählung The Monks Tale wurde. Die Übersetzungen wurden durch eine Reihe von Neudrucken der lateinischen Ausgabe ergänzt. Die hohe Zahl von Nachdrucken und Übersetzungen, die aus dem 14. bis 16. Jahrhundert überliefert sind, lassen auf eine große Beliebtheit und Verbreitung des Buches rückschließen.
Boccaccio selbst bezeichnet sein Werk als das erste Buch, das ausschließlich von Frauen handelt.
Die Auswahl der Frauen, über die Boccaccio seine Biographien schrieb, betrifft sowohl mythologische Figuren (Eva, Juno, Ceres, Medea usw.) als auch historisch überlieferte Frauen (Kleopatra VII., Neros Ehefrau Poppaea Sabina, Sempronia, Tochter des Gracchus usw.). Sie wurde nach dem christlich-ethischen Vorbildcharakter der Person getroffen, den Boccaccio in ihr verkörpert sah. Dies entspricht dem Selbstverständnis Boccaccios in seiner letzten Schaffensperiode. Einige der Biografien fußen auf Lebensbeschreibungen seines früheren Werkes De casibus virorum illustrium.